# Ског, Линнея
Линнея Ског (фин. Linnea Skog, род. 2003, Порвоо) — финская актриса. Известна прежде всего своим участием в художественном фильме 2016 года «Девочка по имени Варпу» режиссёра Селмы Вилхунен. За исполнение главной роли в этом фильме Линнея Ског получила национальную кинопремию «Юсси» в номинации «Лучшая женская роль» (2017), став самой юной победительницей в этой номинации за 70 лет существования кинопремии.
Дочь актёра Франка Скога, внучка актёра Аарре Карена (1932—2021).

## Биография
Линнея Ског — финская шведка. Родилась в семье актёра театра и кино Франка Скога, в течение многих лет играющего на сцене «Молодёжного театра» в Эспоо, и с раннего детства бывала в театре у своего отца. По словам Франка Скога, выступления своего отца на сцене видели все трое его детей, однако наибольший интерес к театру проявила Линнея, причём с самого раннего возраста. При этом Линнея пожелала быть не только зрителем, но и участвовать в делах театра. Она на протяжении многих лет участвовала в организации ежегодного театрального фестиваля «Театральные встречи в Ханко». Франк Ског считает, что именно здесь, в Ханко, она «выросла как физически, так и умственно»; он говорит, что привлёк свою дочь к подобным делам в том числе и для того, чтобы она пообщалась с актёрами, почувствовала особенности театральной жизни и увидела, как иногда, при необходимости, все работники театра, независимо от возраста и должности, работают вместе по 24 часа в сутки. В целом же он длительное время считал свою дочь в большей степени «режиссёром», а потому был весьма удивлён, когда она сообщила ему о своём желании стать актрисой.
Дед Линнеи со стороны матери — известный финский киноактёр Аарре Карен (род. 1932). Линнея рассказывала, что видела многие фильмы с его участием и желание самой стать киноактрисой возникло у неё задолго до того, как она начала сниматься.
Свою первую роль в кино Линнея получила в полицейском сериале Roba; две серии с её участием вышли в 2015 и 2016 годах.

### «Девочка по имени Варпу»
Линнея много раз участвовала в различных прослушиваниях, однако никаких результатов эти походы долгое время не давали. Из-за этого на прослушивание для нового фильма Селмы Вилхунен «Девочка по имени Варпу» она идти не хотела — отцу пришлось её уговаривать. По воспоминаниям Линнеи, она получила главную женскую роль в этом фильме, пройдя три этапа прослушивания. Вилхунен рассказывала, что на роль главной героини она искала такую девушку, которая была бы не только талантливой актрисой, но и таким человеком, с которым у неё возникла бы некая особенная связь — для Вилхунен это было важно по той причине, что фильм содержит элементы, связанные с её собственной биографией.
Кроме того, Вилхунен хотела, чтобы исполнительница роли Варпу была умной — несмотря на свой юный возраст. Линнея Ског, по словам Вилхунен, обладала всеми этими качествами.
Фильм снимался в 2015 году в течение пяти недель (в общей сложности — 25 дней съёмок). Поскольку Линнее было всего 12 лет, её родители активно участвовали в съёмочном процессе. Прочтя сценария, они долго обсуждали с режиссёром фильма, насколько позволительно так далеко заходить в исследовании жизненных проблем, когда речь идёт о детях. По воспоминаниям Лауры Карен, матери Линнеи, на некоторых репетициях эмоции били через край. Как рассказала Линнея, была сцена, которую она не хотела играть, — и в результате эта сцена так и не была снята. Франк Ског, имея двадцатилетний опыт работы актёра, помогал Линнее с ролью, особенно в сложных сценах. По его словам, для правдивого изображений эмоций он советовал ей использовать воспоминания о её собственных эмоциях. Линнея вспоминала, что тяжёлые эмоция сложны не сами по себе, а из-за того, что приходится их повторять из дубля в дубль, «быть грустной много раз подряд».
Мировая премьера фильма состоялась на международном кинофестивале в Торонто в сентябре 2016 года. Это был первый полнометражный художественный фильм режиссёра Селмы Вилхунен — и этот дебют, по мнению канадского критика Дэвид Д’Арси, получился прелестным и реалистичным, а юная и уравновешенная Линнея Ског в роли девочки Варпу стала откровением фильма. Д’Арси отмечает, что героиня Линнеи очень немногословна, но те подавленные эмоции (subdued emotion), с которыми она наблюдает за матерью и реальным миром, ставит этот фильм в один рад с такими известными кинолентами о подростках, как «Моя собачья жизнь» (Швеция, 1985) и «Русалки» (США, 1990), а также напоминает о фильмах Трюффо об Антуане Дуанеле, начавшихся в 1959 году со знаменитых «Четырёхсот ударов».
Мне всё ещё кажется, что я девочка из маленькой деревни и маленькой школы.
Фильм участвовал более чем в двадцати международных кинофестивалях; представляя фильм, Линнея побывала во многих городах, в том числе в Торонто и Лос-Анджелесе (в интервью, данном в Торонто, она, в частности, сказала, что это для неё слишком большой город, что она из Финляндии, где здания не такие высокие). Отзывы о фильме были большей частью положительными, при этом все отмечали, насколько замечательно сыграла юная Линнея столь эмоционально тяжелую роль. Франк Ског считает, что его дочери всегда в большей степени было свойственно наблюдать, чем активно действовать, но именно эта особенность и стала одной из причин её успешной игры в этом фильме.
В марте 2017 года за эту роль Ског получила национальную кинопремию «Юсси» в номинации «Лучшая женская роль», а сам фильм был выдвинут на премию «Юсси» ещё в девяти номинациях, включая категорию «Лучший фильм». В ноябре 2017 года фильм получил кинопремию Северного совета, которую вручают лучшему фильму стран Северной Европы за «создание художественно оригинального фильма, основанного на скандинавской культуре». Жюри кинопремии, обосновывая своё решение о присуждении премии, отметило, что оно нашло в фильме «моменты чистой энергии и кинематографического золота».
Линнея признавалась в 2016 году, что ещё не привыкла видеть себя на экране: там она казалась сама себе какой-то новой — и даже чужой.

### После «Девочки по имени Варпу»
После «Девочки по имени Варпу» Ског снялась в телесериале «Ратамо» режиссёра Вейкко Аалтонена — криминальной драме по роману Тааво Сойнинваара «Русский гость» (фин. Venäläinen vieras, 2016). Здесь она сыграла роль Нелли Ратамо, которая никак не может найти общий язык со своим отцом, Арто Ратамо, судмедэкспертом СУПО (финской полиции государственной безопасности), главным героем сериала. Осенью 2018 года сериал был показан на финском платном кабельном канале C More, а в начале 2019 года — на канале MTV3.

## Семья
Отец — актёр театра и кино Франк Ског (Frank Skog), состоит в труппе «Молодёжного театра» в Эспоо. Мать — Лаура Карен (Laura Karén), дочь киноактёра Аарре Карена. Младший брат — Эльмер (Elmer), младшая сестра — Эмилия (Emilie). Линнея живёт с семьёй в населённом пункте Али-Веккоски (фин. Ali-Vekkoski, швед. Söderveckoski), входящем в состав города Порвоо, — примерно в 40 км к востоку от Хельсинки.